# Rossana Rossanda
Rossana Rossanda (Pola, 23 aprile 1924 – Roma, 20 settembre 2020) è stata una giornalista, scrittrice e traduttrice italiana, dirigente del PCI negli anni cinquanta e sessanta e cofondatrice de il manifesto.

## Biografia
Rossana Rossanda nacque a Pola, capoluogo dell'omonima provincia italiana (annessa poi alla Croazia jugoslava nel 1947), il 23 aprile del 1924, figlia di Luigi, di professione notaio, e Anita Rossanda, appartenente ad un'importante famiglia al secolo proprietaria di Fenera e di altre Isole del Carnaro, già irredentisti istriani e rovinati poi dal sopraggiungere della Grande depressione.
Dopo l'infanzia trascorsa presso il Lido di Venezia, dove si era trasferita con la sorella Marina presso degli zii nel 1930-1931, si stabilì poi insieme alla famiglia a Milano, dove tra il 1937 ed il 1940 frequentò il liceo classico Alessandro Manzoni, anticipando d'un anno l'esame di maturità.
Iscrittasi poi alla facoltà di filosofia della Statale, dove si laureò a pieni voti, fu allieva del filosofo italiano Antonio Banfi: fu questi nell'autunno 1943 ad indicarle il nome di quello che sarebbe stato il suo contatto con il Comitato comasco di Liberazione Nazionale. Da allora partecipò giovanissima alla Resistenza in qualità di partigiana, col nome di battaglia di "Miranda" e, al termine del conflitto, dopo aver lavorato per la casa editrice Hoepli fino al 1947, s'iscrisse al Partito Comunista Italiano, in cui ricevette ben presto l'incarico di risollevare le sorti - e d'organizzarne dunque la ripresa delle attività - della Casa della Cultura di via Borgogna, n. 3.
Nel dicembre del 1962, grazie anche alla sua profonda cultura, venne nominata responsabile della politica culturale del PCI dall'allora segretario nazionale Palmiro Togliatti; Rossanda intrattenne per tutta la propria vita un vivace dialogo con alcune delle personalità culturali e politiche italiane ed internazionali più in vista dell'epoca, come Anna Maria Ortese (per la quale organizzò un viaggio in Unione Sovietica), Pier Paolo Pasolini e Carlo Levi (con i quali si recò a Praga, nell'allora Cecoslovacchia, nel 1965), Italo Calvino, György Lukács, Milan Kundera, Louis Aragon, Bertolt Brecht, Louis Althusser, Michel Foucault, Jean-Paul Sartre e Simone de Beauvoir, e Fidel Castro (conosciuto durante un suo viaggio a Cuba nel 1967 assieme, fra gli altri, a Marguerite Duras, Michel Leiris e Giangiacomo Feltrinelli), ponendosi altresì quale interlocutrice di punta per il PCI con gli ambienti culturali ed intellettuali vicini alla sinistra.
Nel 1963 venne eletta alla Camera dei deputati nel collegio elettorale di Milano; si trasferirà a Roma nel mese di dicembre. Sua sorella Marina è stata eletta al Senato per due legislature.
Esponente di spicco dell'ala di sinistra interna maggiormente movimentista del PCI, gravitante sulla figura di Pietro Ingrao e proprio per questo denominata Ingraiana, nel 1968, proprio nel bel mezzo delle dirompenti agitazioni studentesche ed operaie, pubblicò un piccolo saggio, intitolato L'anno degli studenti, in cui esprimeva la sua adesione piena ed incondizionata alle rivendicazioni che gruppi e collettivi di sinistra - anche all'infuori dei circuiti del PCI - stavano portando avanti. In quel periodo, non a caso, si distinse nel salvaguardare il perdurare di un dialogo fra il partito, il variegato universo della lotta studentesca e soprattutto le rivendicazioni del mondo intellettuale italiano ed europeo, contribuendo a evitare fratture insanabili fra la politica ufficiale e istituzionale della sinistra e le istanze culturali dell'epoca, un fenomeno più unico che raro nei partiti comunisti del mondo occidentale, lontanissimo ad esempio dalla linea perseguita dal Partito Comunista Francese, merito che anche oggi le è riconosciuto da più parti.
Fortemente critica nei confronti del socialismo reale dell'Unione Sovietica e dei paesi del Blocco orientale, e per il loro legame quasi ombelicale con il Partito, assieme ai compagni ingraiani Luigi Pintor, Valentino Parlato e Lucio Magri contribuì alla nascita del giornale il manifesto, formando un gruppo critico della linea del PCI.
A causa della loro linea politica sempre più divergente da quella dettata dalla dirigenza del Comitato Centrale, specialmente sulla posizione da assumere in merito all'occupazione della Cecoslovacchia da parte di paesi del Patto di Varsavia (a cui il manifesto non risparmiò dure parole di netta condanna), Rossana Rossanda fu radiata unitamente a tutta la sua corrente - nonostante il parere contrario del futuro segretario nazionale Enrico Berlinguer - durante il XII Congresso nazionale del Partito svoltosi a Bologna nel 1969.
Decisi dunque a perseguire una linea politica del tutto alternativa a quella adottata dal PCI, che fosse cioè maggiormente in accordo con le istanze della Nuova Sinistra emergente, il gruppo de il manifesto si costituì infine come un partito vero e proprio in occasione delle elezioni politiche del 1972, dove però ottenne soltanto lo 0,8% dei voti; decise perciò d'unirsi al Partito di Unità Proletaria (un soggetto politico che nacque dalla confluenza unitaria del Nuovo PSIUP e del MPL proprio in occasione di quell'elezioni), uscito anch'esso abbastanza malandato dalla tornata elettorale, dando vita dunque al PdUP per il Comunismo nel 1974 (che a sua volta riconfluirà poi, dopo vicende alterne, nelle file del PCI nel 1984).
Il 28 marzo del 1978, nel pieno degli anni di piombo e col Paese poi caduto in subbuglio a seguito del rapimento di Aldo Moro da parte delle Brigate Rosse, pubblicò un articolo su Il manifesto, chiamato articolo dell'Album di famiglia, che divenne celebre e suscitò un grande dibattito nell'ambiente comunista italiano:
(Rossana Rossanda, Il discorso sulla Dc, articolo apparso in prima pagina su il manifesto, il 28 marzo 1978)
Pochi giorni dopo, sulle pagine de l'Unità - organo di stampa ufficiale del PCI - comparve un articolo di Emanuele Macaluso, che replicava piccato: «io non so quale album conservi Rossana Rossanda: è certo che in esso non c'è la fotografia di Togliatti; né ci sono le immagini di milioni di lavoratori e di comunisti che hanno vissuto le lotte, i travagli e anche le contraddizioni di questi anni. [...] Una tale confusione e distorsione delle nostre posizioni da parte degli anticomunisti di destra e di sinistra è veramente impressionante.».
Dopo essere stata direttrice de Il manifesto sin dalla fondazione, decise di lasciare per alcuni anni la politica attiva per dedicarsi al giornalismo ed alla letteratura, senza però abbandonare il dibattito politico e la riflessione sui movimenti operaio e femminista italiani.
Nel 2005 con la casa editrice Giulio Einaudi Editore, pubblicò l'autobiografia La ragazza del secolo scorso, arrivando seconda all'edizione 2006 del Premio Strega con 150 voti contro i 177 di Caos calmo di Sandro Veronesi.
Il 26 novembre del 2012 lasciò definitivamente il giornale per forti screzi col gruppo redazionale, «preso atto della indisponibilità al dialogo», e con una domanda: «Noi, nel nostro piccolo di gente che non mira a essere deputato, abbiamo detto che siamo per un'Europa che faccia abbassare la cresta alla finanza, unifichi il suo disorientato fisco, investa sulla crescita selettiva ed ecologica, non solo difenda ma riprenda i diritti del lavoro. Non piacerà a tutti. Ma chi ci sta?».
Nel 2013, sempre con la casa editrice Einaudi, pubblicò la raccolta d'interviste Quando si pensava in grande.
Fu sposata con Rodolfo Banfi, figlio di Antonio e della moglie Daria Malaguzzi Valeri, da cui poi si separò nel 1963.
In seguito divenne la compagna di K.S. Karol, giornalista e scrittore polacco d'origine ebraica, naturalizzato francese, con cui visse, prevalentemente a Parigi, sino alla morte di lui nel 2014.
Si è spenta a Roma, dov'era tornata ad abitare in pianta stabile dopo la morte del compagno, il 20 settembre del 2020, all'età di 96 anni. Secondo la sua volontà, è stata cremata e sepolta accanto all'amato K.S. Karol al Cimitero di Montparnasse.
Ha ricevuto l'onore del Famedio di Milano.

## Archivio personale
Per sua disposizione testamentaria il suo archivio personale è stato depositato all'Archivio di Stato di Firenze. Parte delle sue carte sono depositate alla Fondazione Feltrinelli di Milano.

## Opere
- Note su alcuni aspetti teorici e politici del dibattito sul controllo operaio, in "Rivista storica del socialismo", 1959, pp. 171–193.
- L'anno degli studenti, Bari, De Donato, 1968.
- Il marxismo di Mao Tse-tung e la dialettica, con Charles Bettelheim, Milano, Feltrinelli, 1974.
- Le altre. Conversazioni a Radiotre sui rapporti tra donne e politica, libertà, fraternità, uguaglianza, democrazia, fascismo, resistenza, stato, partito, rivoluzione, femminismo, Milano, Bompiani, 1979.
- Un viaggio inutile o della politica come educazione sentimentale, Milano, Bompiani, 1981.
- Anche per me. Donna, persona, memoria dal 1973 al 1986, Milano, Feltrinelli, 1987, ISBN 88-07-08037-0.
- L'armonia senza parole, in Un tocco da maestro, Roma, Manifestolibri, 1991, ISBN 88-7285-011-8.
- Se la felicità.... Per una critica al capitalismo a partire dall'essere donna. Roma, 21 marzo 1992, con Alessandra Bocchetti e Christa Wolf, Roma, Centro culturale Virginia Woolf-Gruppo B, 1992.
- Brigate rosse. Una storia italiana, intervista a Mario Moretti di e con Carla Mosca, Milano, Anabasi, 1994, ISBN 88-417-2007-7.
- Appuntamenti di fine secolo, con Pietro Ingrao, Roma, Manifestolibri, 1995, ISBN 88-7285-089-4.
- La vita breve. Morte, resurrezione, immortalità, con Filippo Gentiloni, Parma, Pratiche, 1996, ISBN 88-7380-261-3.
- Note a margine, Torino, Bollati Boringhieri, 1996, ISBN 88-339-0958-1.
- I comunisti e l'Urss, in Sul libro nero del comunismo. Una discussione nella sinistra, Roma, Manifestolibri, 1998, ISBN 88-7285-158-0.
- Un accordo fra poteri, in Manifesto laico, a cura di Enzo Marzo e Corrado Ocone, Roma-Bari, Laterza, 1999, ISBN 978-88-420-5925-7.
- A centocinquant'anni dal «Manifesto del Partito Comunista», in Il Manifesto del Partito comunista 150 anni dopo, a cura di, Roma, Manifestolibri, 2000, ISBN 88-7285-236-6.
- La ragazza del secolo scorso, Collana Supercoralli, Torino, Einaudi, 2005, ISBN 88-06-14375-1.
- La perdita, con Manuela Fraire, Torino, Bollati Boringhieri, 2008, ISBN 978-88-339-1875-4.
- Un viaggio inutile, Collana SuperET, Torino, Einaudi, 2008, ISBN 978-88-061-9298-3.
- Il film del secolo, con Mariuccia Ciotta e Roberto Silvestri, Milano, Bompiani, 2013, ISBN 978-88-452-6821-2.
- Quando si pensava in grande. Tracce di un secolo. Colloqui con venti testimoni del Novecento, Collana Stile Libero Big, Torino, Einaudi, 2013, ISBN 978-88-062-1081-6.
- Questo corpo che mi abita, a cura di Lea Melandri, Torino, Bollati Boringhieri, 2018, ISBN 978-88-339-2955-2.
- Volti di un secolo. Il Novecento in 52 ritratti, Introduzione e cura di Franco Moretti, Collana Gli struzzi. Nuova serie n.19, Torino, Einaudi, 2023, ISBN 978-88-062-5950-1.